# Castillo de los Duques de Alba
El castillo de los Duques de Alba es una fortaleza situada en la localidad española de Alba de Tormes, en la provincia de Salamanca. Sus orígenes se remontan al siglo XII, cuando el rey Fernando II de León hizo construir una simple atalaya. En el siglo XIII, el rey Sancho IV de Castilla convirtió la primitiva torre en un castillo.
Fue devastado por las contiendas de la época del rey Enrique IV de Castilla y por la de las Comunidades, pero posteriormente el duque de Alba de Tormes, García Álvarez de Toledo y Carrillo de Toledo, lo reconstruyó y lo convirtió en su palacio privado, siendo propiedad de la casa de Alba hasta la actualidad aunque se conserva tan solo la torre del homenaje de las seis que llegó a tener.
En su interior se pueden visitar varias salas, como la que acoge las pinturas murales de la batalla de Mühlberg y a través de la escalera del contrafuerte subir al mirador. En el exterior se encuentran las ruinas correspondientes a las excavaciones arqueológicas iniciadas en 1991 que han puesto de manifiesto el esplendor del que gozó en una época pasada. Cuenta con el estatus de Bien de Interés Cultural.

## Historia
Previamente a la construcción del Castillo de los Duques de Alba, cuyo resquicio a través de los siglos ha sido la torre del homenaje, se encontraba en Alba de Tormes una construcción llamada alcázar. En dicho monumento solía residir la señora de la villa, Beatriz de Portugal, condesa de Arundel. Varios documentos confirman la existencia de esta residencia e incluso hoy puede corroborarse mediante el nombre de alguna de las calles de la villa, como pudiera ser la calle «Bajada al Alcázar», junto con los restos de la muralla que aún se conserva. Bien es cierto que algunos historiadores han confundido este Alcázar con el Castillo de los Duques, pero no sería hasta 1426 cuando la expresión castillo de Alba figuró por primera vez en un documento firmado por el rey Juan II de Navarra.
El primer señor de Alba de Tormes, Gutierre Álvarez de Toledo, perteneciente a la casa de Alba y el linaje más importante de los siglos XV y XVI, nada más tomar posesión, mandó construir una fortaleza que le sirvió de residencia en la parte más elevada de la villa. En 1448, el rey Juan II de Castilla aguardó bajo su propiedad el castillo durante nueve años. El traspaso del castillo fue realizado por parte del rey Enrique IV de Castilla, el Impotente, quien le otorgó la propiedad a García Álvarez de Toledo y Carrillo de Toledo, II conde y luego I duque de Alba de Tormes.
Recién bajo el ducado de Fernando Álvarez de Toledo y Pimentel, III duque de Alba o el Gran Duque de Alba, éste mandó construir una torre de vigilancia. Fernando engalanó la obra arquitectónica con los mejores mármoles, pinturas y tapices, y fue en esta época en la que también fueron realizados los frescos del Salón de la Armería. El castillo fue desde el momento de su construcción, concluida en el XVI, residencia de los Alba. A mediados de ese siglo, la sobriedad de los severos muros de la Torre contrastó con la grandeza de su interior, donde la Sala de la Armería muestra los frescos renacentistas sobre la batalla de Mühlberg. El castillo tomó aires palaciegos, convirtiéndose en uno de los más importantes de la geografía de España. Sus salas fueron escenario de representaciones de las primeras obras de Juan del Encina y sus muros alojaron figuras tan ilustres como Lope de Vega, Calderón de la Barca, Garcilaso de la Vega o al rey Fernando el Católico.

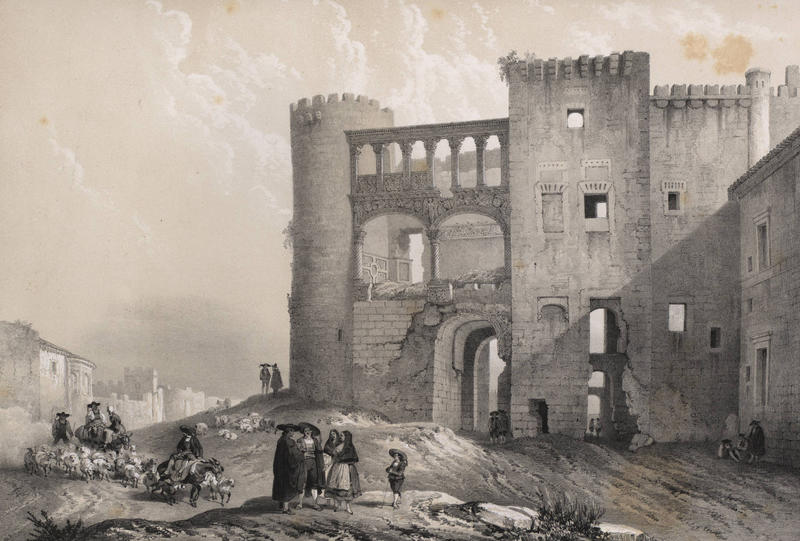
Fachada occidental del castillo de Alba de Tormes en el primer volumen de España artística y monumental (1842). Litografía a partir de dibujo de Genaro Pérez Villaamil

Estos siglos de esplendor concluyeron con la Guerra de la Independencia cuando en 1809 las tropas napoleónicas tomaron el castillo. Derrotados en la batalla de los Arapiles se retiran, pero vuelven a ocupar el castillo tras una resistencia heroica de las tropas españolas entre el 14 y el 24 de noviembre de 1812. Antes del desmantelamiento por parte de las fuerzas francesas en su retirada en 1813, el castillo sufrió las consecuencias del terremoto de Lisboa de 1755, al que se le atribuyen las grietas de sus muros; y, posterior a la marcha del ejército francés, Julián Sánchez, «El Charro», se ocupó personalmente de incendiar el castillo como estrategia de defensa, con lo que quedó en desuso iniciándose un lento proceso de ruina.
A consecuencia de esto, en la actualidad solamente se conserva una de las seis torres del castillo, conocida como la Torre del Homenaje, El Torreón o la Torre de la Armería; además de la sala baja, que alberga una exposición de restos arqueológicos entre los que destaca el busto de mármol del Gran Duque realizado por Pompeyo Leoni. Los restos del castillo quedaron protegidas de forma genérica el 22 de abril de 1949, mediante un decreto publicado el 5 de mayo de ese mismo año en el Boletín Oficial del Estado con la rúbrica del dictador Francisco Franco y del ministro de Educación Nacional José Ibáñez Martín, que sostenía que «Todos los castillos de España, cualquiera que sea su estado de ruina, quedan bajo la protección del Estado».
En 1960 y por iniciativa de Luis Martínez de Irujo, XVIII duque consorte de Alba, comenzaron la restauración de la torre y de las pinturas de la sala de la Armería, principalmente la de la bóveda. Allí fueron descubiertos los frescos, que se encontraban tapados debajo de sucesivas manos de cal, realizados por Cristóbal Passini entre 1567 y 1571 con la ayuda del pintor Miguel Ruiz de Carvajal y tal vez su hermano Juan Bautista Passini. Estos tres importantes frescos representan tres escenas de la batalla de Mühlberg, en la que Fernando Álvarez de Toledo y Pimentel fue uno de sus principales protagonistas imperiales. La primera escena describe el paso del río Elba por los tercios del Gran Duque de Alba y la entrada a la ciudad de Mühlberg. La segunda muestra el combate entre las tropas del Duque y los protestantes en el bosque de Lochau. La tercera —de la que se perdió una parte—, describe el final de la batalla, con la entrega al rey Carlos I de España y V del Sacro Imperio Romano Germánico del duque de Sajonia, Juan Federico I. La bóveda y otros espacios están ocupados por figuras alegóricas. En el centro de la bóveda, el escudo de los Álvarez de Toledo.

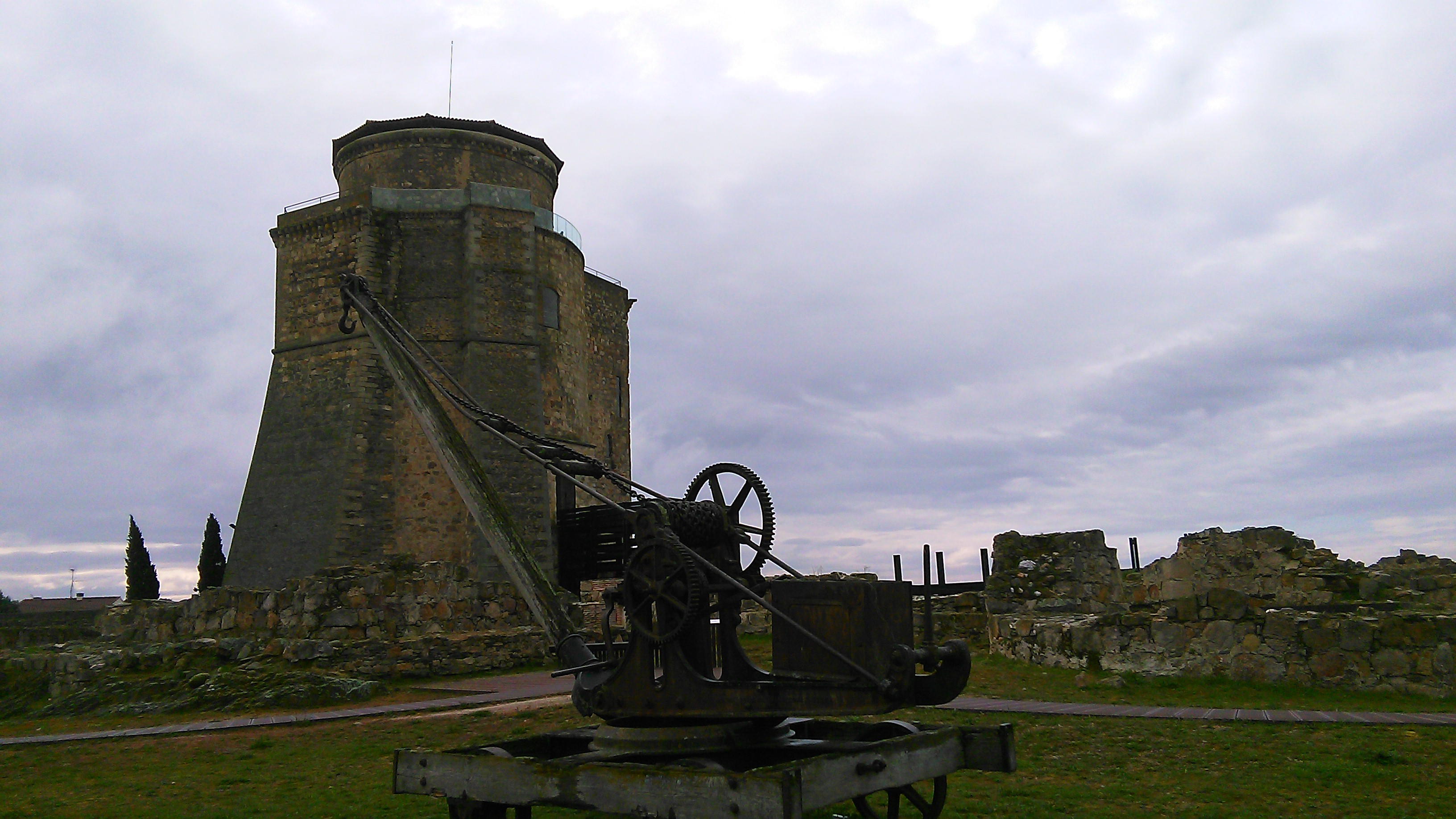
Estado actual de la torre.

En 1991 la casa de Alba cedió el castillo al Ayuntamiento de la villa, para que este lo utilizara con fines turísticos. La planta baja se ha convertido en la actualidad en un museo con los restos de bustos, cerámicas y monedas de la época; en la parte superior se ha habilitado un museo acerca de la vida de Fernando Álvarez de Toledo y en el exterior, se ha habilitado un mirador. La silueta de la torre del homenaje junto al puente sobre el río Tormes es uno de los símbolos más conocidos de Alba de Tormes.
José Sánchez Rojas ha dicho que «Alba de Tormes es un castillo, solamente un castillo. Alba sin su castillo sería un pueblo sin leyenda».

## Características

### Distribución
La torre del homenaje del Castillo de los Duques de Alba posee cuatro salas y dos entradas independientes.

#### Entrada principal

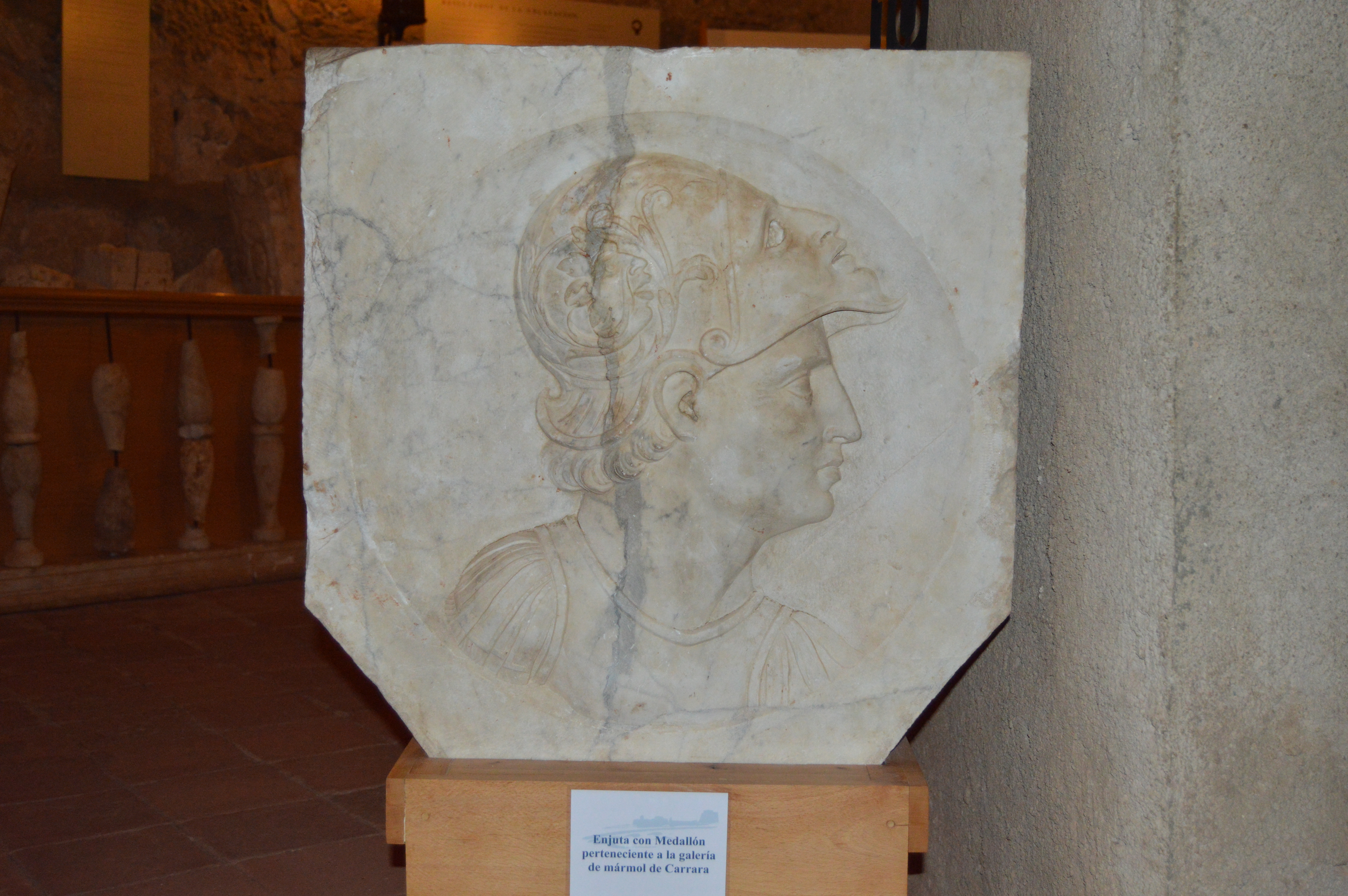
Medallón perteneciente a la galería de mármol de Carrara.

La entrada principal permite el acceso a:
- La sala museo: antiguamente, esta sala fue el Salón de Armería y era utilizada por los duques para guardar sus armas y los trofeos que ganaban. En la actualidad, en esta sala se expone una colección de objetos que fueron encontrados en las excavaciones arqueológicas que comenzaron en 1991.

Se encuentran objetos como metales, azulejos, cerámica, cartas, un medallón perteneciente a la galería de mármol de Carrara, el fuero de Alba de Tormes de 1279 y la lápida del primer enterramiento del Gran Duque de Alba perteneciente al monasterio de San Leonardo.
- La sala de los frescos: en esta sala se encuentran un conjunto de pinturas históricas al fresco renacentista realizadas por el italiano Cristóbal Passini entre 1567 y 1571. Fueron descubiertas gracias a Patrocinio Gómez Barrado, guardián de la Torre al servicio de la Casa de Alba en los años 50 (siendo posteriormente su hija Dª Josefa Gómez Hernández, la encargada de su cuidado, convirtiéndose en la última guardesa del Torreón antes de su cesión al Ayuntamiento de la Villa), ya que estaban ocultas debido al encalado de años anteriores. En su tiempo, esta sala era utilizada para realizar obras de teatro y en ella fue representada la primera obra de teatro de Juan del Enzina, Villancico de la toma de Granada.

La bóveda está coronada por el escudo de los Álvarez de Toledo y se pueden apreciar distintas escenas alegóricas y la fragua de la coraza del Gran Duque de Alba. En la pared de la bóveda se pueden ver representadas tres escenas de la batalla de Mühlberg, una de las tantas victorias del III duque de Alba, durante el reinado de Carlos I de España. Las pinturas de la bóveda muestran el valor de Alba y su contribución a la victoria de esta batalla y se dividen en tres escenas:
- - Primera escena: paso del río Elba. Se pueden apreciar a los tercios del Gran Duque de Alba pasando por el río Elba y la entrada a la ciudad de Mühlberg. Un caballero al que han matado la cabalgadura es rodeado por un grupo de jinetes imperiales. Entre estos se encuentra D. Antonio de Toledo, cuñado del Duque de Alba con la cruz blanca de la Orden de Malta, el hijo del duque D. Fernando de Toledo y el Gran Duque de Alba en su caballo dorado. En el fondo está el río Elba y la plaza de Mühlberg. En el lado izquierdo, el emperador Carlos V y su ejército, guiados por las indicaciones del molinero que se quería vengar de los luteranos, vadean el río. Cerca del molinero se puede ver el crucifijo rural atravesado de un arcabuzazo que indignó al emperador según indican las crónicas. A la derecha, los arcabuceros españoles se despojan de sus armaduras y cruzan a nado el río Elba.
  - Segunda escena: la lucha entre las tropas del Duque de Alba y los protestantes. En primer lugar se encuentra el duque de Alba frente un escuadrón acometiendo con su lanza a un grupo de enemigos. A este le siguen Antonio de Toledo y el hijo del duque, Hernando. En la zona del fondo avanza el emperador Carlos V y su séquito. Una muestra de que la batalla era entre católicos y protestantes es que se puede apreciar, detrás del Gran Duque de Alba, a un soldado que porta una bandera con la Virgen.
  - Tercera escena: entrega a Carlos V del Duque de Sajonia. El duque de Sajonia es vencido y, con la mano en el pecho y la cabeza descubierta como signo de humillación, es entregado a Carlos V por el Gran Duque de Alba. En el fondo se ve el castillo de Torgau y, finalmente, la ciudad de Wittenberg, donde el duque de Sajonia intentaba encontrar refugio.

#### Entrada por el contrafuerte

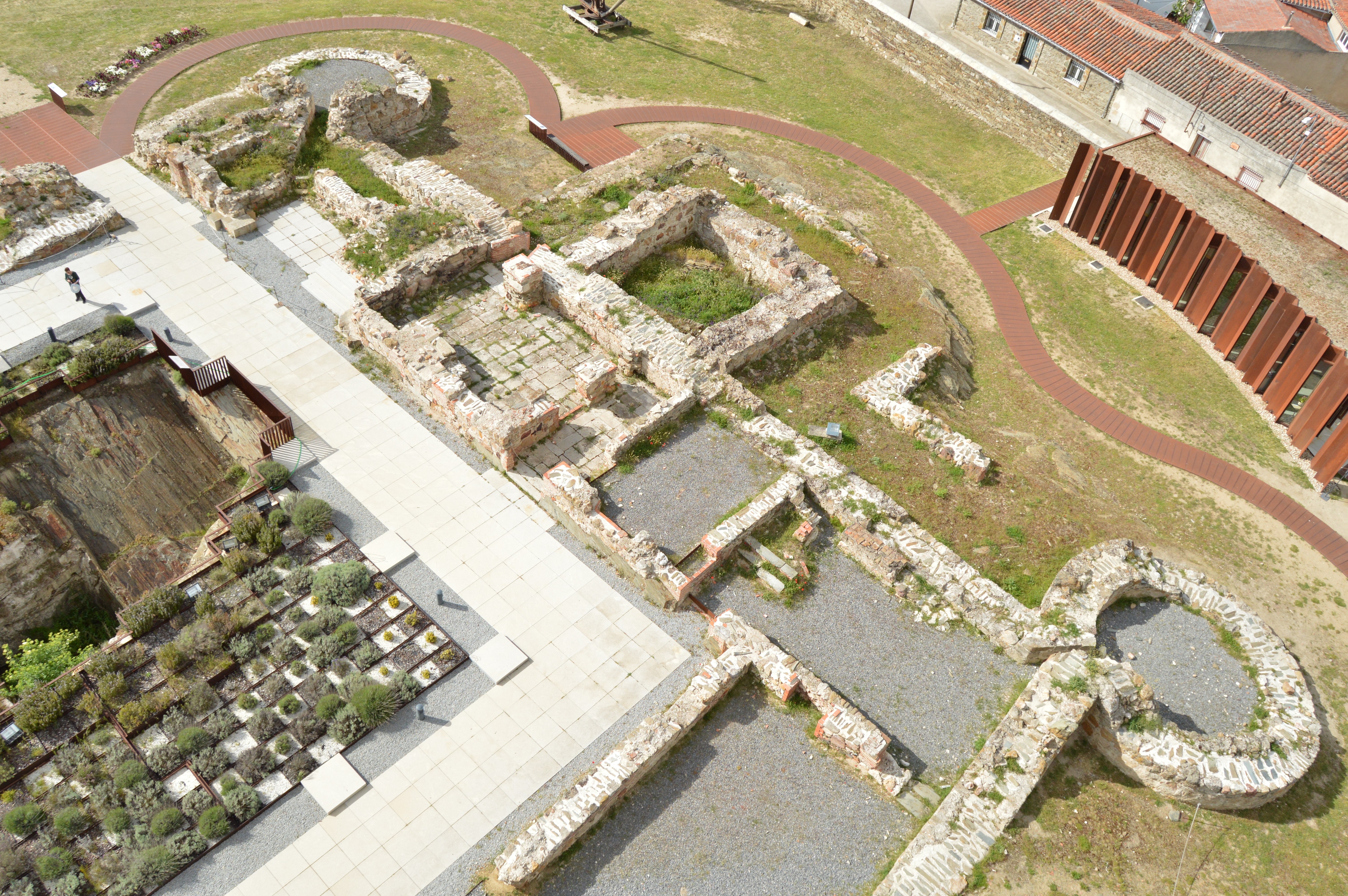
Ruinas que se conservan en la periferia de la torre del homenaje del Castillo de los Duques de Alba.

La sala «Exposición» contiene la exposición «Castillos y murallas en el occidente de Castilla y León», que ofrece información sobre la historia de los diferentes castillos de la comunidad.
Se accede al mirador a través de una escalera interior y está situado en la parte más alta de la Torre del Homenaje, lo que ofrece unas vistas panorámicas de las ruinas del castillo, de la villa y de la ribera del río Tormes.

## Excavaciones arqueológicas
Las excavaciones arqueológicas se llevaron a cabo durante la segunda mitad de 1991 y tuvieron como objetivo principal sacar los cimientos del castillo de los Duques de Alba que, durante muchos años, habían estado enterrados. Otro de los objetivos principales era restaurarlo y acondicionarlo para permitir que fuese visitado. Estas excavaciones se produjeron gracias a la firma de acuerdos y convenios entre organismos y entidades como la Fundación Casa de Alba, la Consejería de Cultura de la Junta de Castilla y León y el Instituto Nacional de Empleo para conseguir financiación para la empresa.
En la primera parte de este proyecto arqueológico, los trabajos debían centrarse en poner al descubierto la máxima extensión posible del castillo-palacio, que correspondería a su última etapa de ocupación. Gracias a los resultados de la excavación es posible marcar los diferentes momentos que hubo en la construcción del castillo-palacio de Alba de Tormes.
Actualmente se puede observar el perímetro correspondiente a su última etapa de ocupación, el patio de armas decorado con plantas aromáticas y el aljibe, depósito destinado a guardar el agua de la lluvia.

## Hospedaje literario
Entre 1492 y 1500 el castillo de Alba de Tormes fue partícipe de una representación de la obra Villancico de la toma de Granada del poeta y músico Juan del Enzina.
En 1591 llegó a la villa Lope de Vega de la mano del V duque, Antonio Álvarez de Toledo y Beaumont, quien le tendió la mano tras su destierro de la corte. En 1593 nació su hija Antonia, un año antes que su segunda hija, Teodora. En el mismo año falleció su esposa Isabel de Urbina.
Según la información recuperada de la correspondencia entre el Gran Duque y Diego López Pacheco, duque de Escalona; se sabe que ambos nobles sopesaban el paso de Lázaro de Tormes por tierras albenses en su camino hacia Toledo. Fernando solicitó al autor que disuelva la discusión. Según expone fray José de Sigüenza en su libro Historia de la orden de San Jerónimo (1605), el autor del Lazarillo de Tormes fue fray Juan de Ortega, quien fue monje en el monasterio de los Jerónimos de Alba de Tormes, ya que se contaba que cuando era estudiante le encontraron un borrador de la obra escrita a mano por él mismo. De los supuestos autores del Lazarillo de Tormes parece el más probable.
En el año 1614, durante las fiestas de beatificación de Teresa de Jesús, los duques de Alba abrieron las puertas de su palacio a los religiosos carmelitas. Durante esas celebraciones se otorgó un premio literario a Miguel de Cervantes Saavedra por su Canción a los éxtasis de la Beata María Teresa de Jesús.
Pedro Calderón de la Barca también fue residente en el palacio tras el cierre de los teatros madrileños ocasionado por las muertes de la reina Isabel y el príncipe Baltasar Carlos, desde 1646 hasta 1649. De los teatros llegó a la villa como secretario del VI duque de Alba, Fernando Álvarez de Toledo y Mendoza. Durante este período escribió obras como El secreto a voces, Guárdate del agua mansa, La segunda esposa o la considerada primera zarzuela: El jardín de Falerina.